# Tala Cañada
Tala Cañada es una localidad situada en el departamento Pocho, provincia de Córdoba, Argentina.
Se encuentra situada en el oeste provincial, en el Valle de Traslasierra, sobre la Ruta provincial 28, a aproximadamente 123 km de la Ciudad de Córdoba.
La principal actividad económica es el turismo, seguida por la agricultura.
Entre sus principales atractivos se encuentran el paisaje serrano, sus ríos y sus bosques (aunque estos últimos se vieron seriamente afectados por varios incendios forestales).
Existen en la comuna un dispensario, una escuela primaria y un destacamento policial.

## Población
Cuenta con 357 habitantes (Indec, 2022), lo que representa un incremento del 49% frente a los 183 habitantes (Indec, 2010) del censo anterior.
| Gráfica de evolución demográfica de Tala Cañada entre 1991 y 2022 |
|                                                                   |
| Fuente: Censos nacionales del INDEC                               |

## Sismicidad
La sismicidad de la región de Córdoba es frecuente y de intensidad baja, y un silencio sísmico de terremotos medios a graves cada 30 años en áreas aleatorias. Sus últimas expresiones se produjeron:
- 22 de septiembre de 1908 (116 años), a las 17.00 UTC-3, con 6,5 Richter, escala de Mercalli VII; ubicación 30°30′0″S 64°30′0″O / -30.50000, -64.50000; profundidad: 100 km; produjo daños en Deán Funes, Cruz del Eje y Soto, provincia de Córdoba, y en el sur de las provincias de Santiago del Estero, La Rioja y Catamarca[2]

- 16 de enero de 1947 (78 años), a las 2.37 UTC-3, con una magnitud aproximadamente de 5,5 en la escala de Richter (terremoto de Córdoba de 1947)[1]

- 28 de marzo de 1955 (70 años), a las 6.20 UTC-3 con 6,9 Richter: además de la gravedad física del fenómeno se unió el desconocimiento absoluto de la población a estos eventos recurrentes (terremoto de Villa Giardino de 1955)

- 7 de septiembre de 2004 (20 años), a las 8.53 UTC-3 con 4,1 Richter

- 25 de diciembre de 2009 (15 años), a las 21.42 UTC-3 con 4,0 Richter